# Louis Nicolas Victor de Félix d’Ollières
Louis Nicolas Victor de Félix d’Ollières (* 23. September 1711 in Aix-en-Provence; † 10. Oktober 1775 in Versailles); Louis Nicolas Victor de Félix d'Ollières, Comte de Muy, comte de Grignan, auch „Chevallier du Muy“ oder „Dumuy“ war ein französischer Militär und Staatsmann.

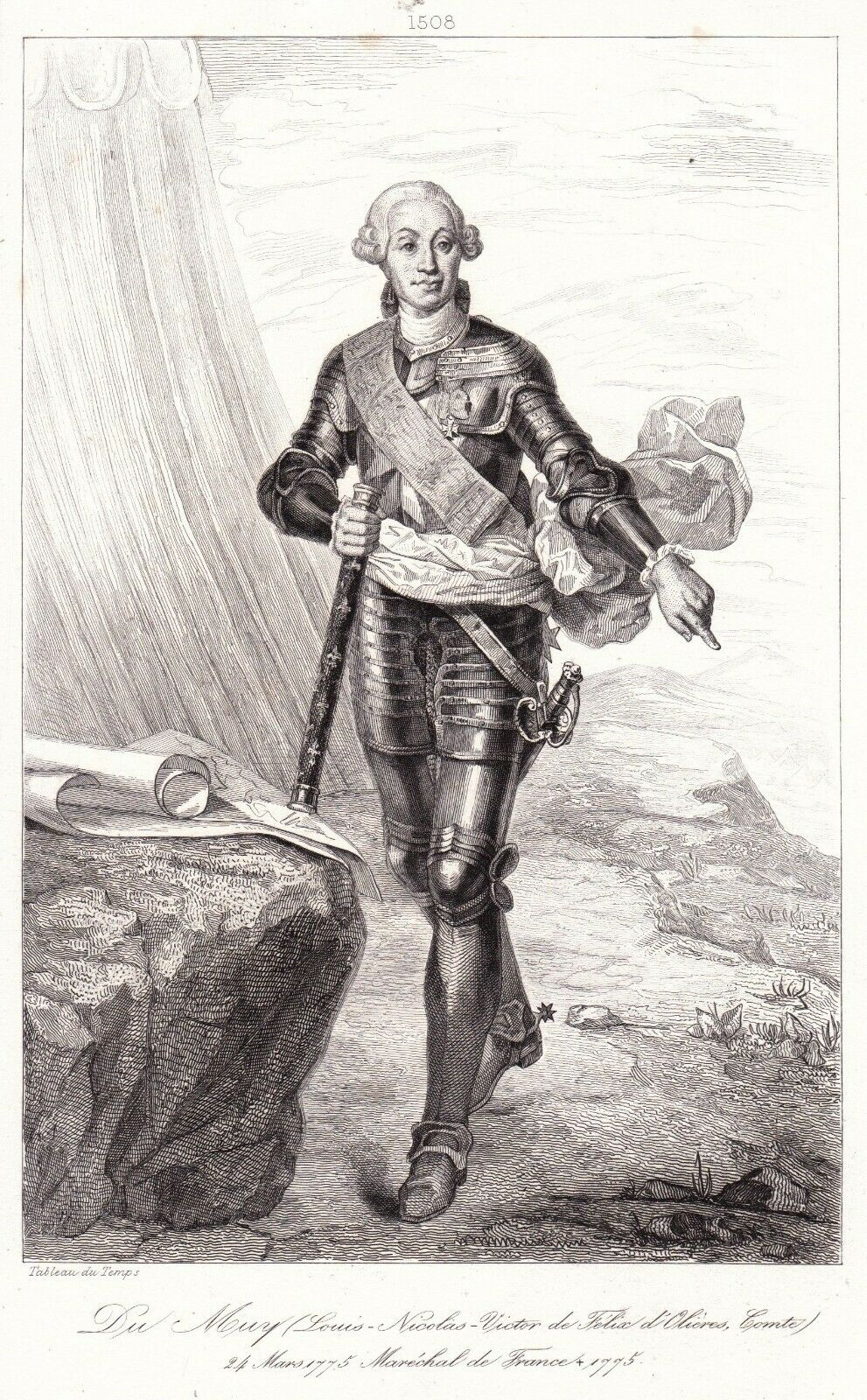
Louis Nicolas Victor de Félix d’Ollières in einem Kupferstich Anfang des 19. Jh., wahrscheinlich nach einem Gemälde des 18. Jh.

## Leben
Louis Nicolas Victor wurde als Sohn von Jean-Baptiste de Félix, Herr de la Renarde, marquis du Muy, Marie-Thérèse d’Armand de Mison am 23. September 1711 in Aix-en-Provence geboren.
Während sein Bruder Joseph Gabriel Tancrède de Félix als ältester Sohn die Nachfolge des Hauses Félix übernahm, schlug Louis Nicolas eine Militärkarriere ein. Er diente zunächst im Polnischen Erbfolgekrieg 1734 am Rhein. Der Dauphin von König Ludwig XV., Louis-Ferdinand de Bourbon, wurde hierbei auf Louis positiv aufmerksam und förderte ihn. Es entwickelte sich eine enge Beziehung zwischen ihnen. 1745 nahm Louis Nicolas an der Schlacht bei Fontenoy teil. Vier Jahre später wurde er Generalleutnant.
Im Siebenjährigen Krieg war er Generalquartiermeister der französischen Reservearmee und unter anderem 1760 Befehlshaber in der Schlacht bei Warburg, die er gegen die Alliierten unter Ferdinand von Braunschweig-Wolfenbüttel verlor. In den Jahren zuvor lernte er in Düsseldorf die Neusser Kanonissin Marie Antoinette von Blanckart kennen und verliebte sich offensichtlich in die Rheinländerin. Erst 1774 konnten beide in Versailles heiraten.
1762 wurde er Ritter des Orden vom heiligen Michael, lehnte aber ein Angebot Ludwigs XV. ab, Staatskriegsminister zu werden.
Nach dem Krieg wurde er Träger des Orden vom heiligen Geist. Als sein Förderer, der Dauphin, ein Jahr später mit 34 Jahren unerwartet starb, konnte Louis Nicolas erst nach dem Thronantritt von Ludwig XVI. seine Karriere vervollständigen. 1774 starb König Ludwig XV. Ludwig XVI. ernannte ihn am 5. Juni 1774 Staatskriegsminister und ein Jahr später zum Marschall von Frankreich.
Aber schon ein Jahr später erlag Louis Nicolas wahrscheinlich an den Folgen einer Gallensteinoperation. Er starb am 10. Oktober 1775 in Versailles.